# Борделон, Гай
Гай Борделон (англ. Guy Pierre Bordelon; 1922—2002) — единственный лётчик-ас ВМС США Корейской войны.

## Биография
Родился 1 февраля 1922 года в городе Растон, штат Луизиана.
Обучался в колледже штата Луизиана и Политехническом институте Луизианы (ныне университет Louisiana Tech University). Стал служить в ВВС США в 1943 году. Участник Второй мировой войны. После войны перешёл лётчиком в ВМФ США, тренировался на самолётах FM-2 Wildcat. В звании лейтенанта служил в командиром эскадрильи всепогодных истребителей подразделения VC-3 Detachment D на авианосце USS Princeton. 
Участник Корейской войны, на которой стал единственным асом Военно-морских сил, летавшим на самолёте F4U Corsair (с именем «Annie-Mo») с поршневым двигателем. Получил прозвище «Счастливчик Пьер» (англ. Lucky Pierre), сбил в июне-июле 1952 года пять советских самолётов, среди которых Ла-9, Ла-11 и Як-18, причём все — в ночном бою. Получил престижную премию Top Gun award. 
После корейской войны продолжил службу на авианосце, находился в группе Task Force 140, которая осуществляла поддержку космической программы «Аполлон», поднимая на борт астронавтов. Затем стал военным инструктором и преподавал курс выживания для пилотов во время войны во Вьетнаме. 
После 27 лет службы в ВМФ США, вышел в отставку и вернулся в свой родной город Растон, штат Луизиана. Умер в Растоне 19 декабря 2002 года и был похоронен на семейном участке городского кладбища Greenwood Cemetery.
Самолёт Гая Борделона «Annie-Mo» находится в настоящее время в рабочем состоянии в музее The Lone Star Flight Museum.

## Награды
Среди наград Гая Борделона имеются:
- Военно-морской крест (1953)
- Серебряная звезда (1953)
- Серебряная звезда (1953)
- Медаль «За службу в Корее»